# 曾繼光
曾繼光（1871年—1941年），字镜秋，四川省敘州府南溪縣人，清朝政治人物，同進士出身。

## 生平
光绪十四年（1888年）戊子科四川鄉試（解元）。光緒十六年（1890年），参加光緒庚寅科殿試，登進士三甲91名。同年五月，著交吏部掣签，分发各省以知县即用。授广西灵川县知县，因私自开粮仓救济灾民被罢官抄家。

## 外部連結
- 曾继光：不贪不贿 不惧权势 （页面存档备份，存于） 宜賓新聞網